# Peralillo
Peralillo is een gemeente in de Chileense provincie Colchagua in de regio Libertador General Bernardo O'Higgins. Peralillo telde 11.007 inwoners in 2017 en heeft een oppervlakte van 283 km².